# Енергиен катализатор
Енергийният катализатор, наречен още и-кат (от англ. Energy Catalyzer, e-cat) е апарат произвеждащ топлинна от нискоядрени реакции от Никел и Водород като добива на енергия е с милиони пъти по-голям от добива получен при химична реакция на горене  изобретен от италианския предприемач Андреа Росси, с подкрепата на италианския физик Сегджио Фокарди.
Изобретателят на устройството Andrea Rossi е получил италиански патент на 6 април 2011 година, описан като „процесс и устройство за получаването на екзотермични реакции в частност от Никел и Водород“ 
Получените реакции въпреки че са били публично наблюдавани от множество учени, представители на бизнеса, професори и частни лица, не са обяснени от теория съвместима с класичесия модел във физиката.

## Прегледи на устройството
Росси и Фокарди са потърсили първо междумародноутвърдени физически издания, в които да публикуват откритията си с теория как апаратът функционира, но никое издание не се е ангажирало с публикацията

Тяхната публикация съществува само на блога поддържан от Андреа Росси – Journal of Nuclear Physics. Устройството е получило позитивни отзиви от професора по физика Джузепе Леви на университета в Болоня.